# Ofensiva del campo de Alepo septentrional (febrero de 2016)
La ofensiva de Alepo del Norte (febrero de 2016) se refiere a una operación militar lanzada al noroeste de Alepo a principios de febrero de 2016 por el Ejército Árabe Sirio y sus aliados. La ofensiva rompió con éxito los tres años de Asedio de Nubl y al-Zahraa, cortando efectivamente la principal ruta de suministro de los rebeldes sirios de Turquía.

## Preparativos
Durante la última parte de enero de 2016, comenzaron a circular informes sobre importantes refuerzos que se envían a Alepo desde Damasco, en preparación para una nueva ofensiva. Se informó que casi 3000 soldados adicionales fueron desplegados, pero sus ubicaciones exactas fueron retenidas.

## Ofensiva

### Rompiendo el asedio de Nubl y Al-Zahraa

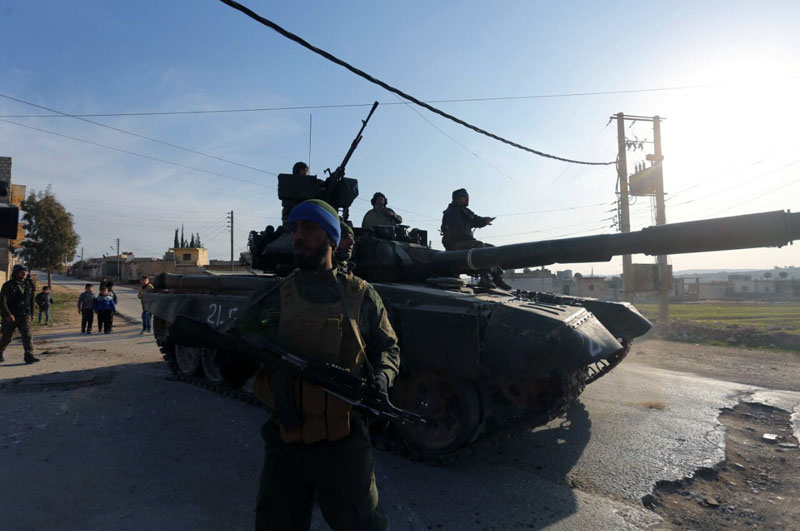
Fuerzas pro gubernamentales en el bolsillo de Nubl y Al-Zahraa después de romper el sitio.

El 1 de febrero de 2016, una fuerza conjunta formada por la 4ª División Mecanizada, FND , Hezbollah , Kata'ib Hezbollah y Harakat Hezbollah al-Nujaba (organizaciones paramilitares chiitas iraquíes respaldadas por Irán), atacó posiciones rebeldes en las ciudades de Duwayr al-Zeytoun y Bashkoy.
Después de asegurar Duwayr Al-Zeitoun, la SAA y sus aliados giraron hacia el norte y derrotaron a los rebeldes de la ciudad de Tal-Jibbin en el lapso de dos horas. Encabezados por unidades de Hezbollah, los rebeldes fueron atacados en las granjas de Al-Mallah, donde formaron una defensa decidida.
Citando esta operación, los grupos de la oposición en las conversaciones de paz de Ginebra en Siria anunciaron formalmente el 1 de febrero de 2016 que habían optado por no participar y las conversaciones se suspendieron. Los comandantes rebeldes dijeron que esperaban que el colapso de las conversaciones de paz "convenciera a sus partidarios extranjeros, incluyendo a Turquía y Arabia Saudita, de que era hora de enviarles armas más poderosas y avanzadas, incluidos misiles antiaéreos". Un líder rebelde dijo que espera "algo nuevo, si Dios quiere" después del fracaso de las conversaciones de Ginebra.
Para el 2 de febrero, las fuerzas gubernamentales habían empujado al norte de Tal Jibbin y habían asegurado la ciudad de Hardatin. Continuando con su asalto, el ejército capturó momentáneamente a Ratyan antes de ser rechazado por un contraataque rebelde más tarde en el día. Un esfuerzo posterior logró penetrar profundamente en Ratyan, poniendo al 75 por ciento de la ciudad bajo el control del gobierno.  Además del avance del gobierno desde el este, los combatientes rodeados en el bolsillo de Nubl-Zahra lanzaron una ofensiva complementaria desde el oeste y lograron tomar algo de terreno.
La aldea de Muarrassat al-Khan fue atacada por fuerzas gubernamentales en un movimiento de tenazas el 3 de febrero. La caída de este pueblo abrió un puente de tierra y rompió los sitios de Nubl y Al-Zahraa el mismo día. Los residentes agradecieron a Assad, Irán y Hezbollah en las escenas de celebración de las ciudades transmitidas por al-Manar de Hezbollah. 11 comandantes rebeldes murieron en la operación.

### Asalto SDF lanzado y la batalla por Ratyan
El 4 de febrero, las Fuerzas Democráticas Sirias dirigidas por las YPG (SDF) también lanzaron una ofensiva contra los rebeldes en el norte de Alepo y tomaron el control de Ziyara y Khreiybeh, al norte de Nubl. Al mismo tiempo, las tropas gubernamentales tomaron las ciudades de Mayer y Kafr Naya.
Para el 5 de febrero, los militares habían tomado el control de Ratyan, mientras que los rebeldes restablecieron el control de Kafr Naya después de un contraataque desde el norte. El rebelde Frente de Levante evacuó su cuartel general en Ratyan después de que más de diez de sus combatientes murieron y una docena más resultaron heridos.  Más tarde en el día, la 4ª División Mecanizada con las FND, Hezbolá y las unidades paramilitares iraquíes, empujaron desde la ciudad recientemente capturada de Mayer y expulsaron a los rebeldes de las cercanas Granjas de Abu Farid y Al-Babeli. Los rebeldes volvieron a capturar la mitad occidental de Ratyan en otro contraataque. Por la tarde, el ejército llegó a posiciones que dominaban Bayanoun, y los enfrentamientos continuaron en la aldea. Miles de personas en la zona huyeron hacia la frontera turca.
Al día siguiente, las fuerzas gubernamentales capturaron todo Ratyan, así como la carretera Bashkoy-Ratyan, después de asegurar la fábrica de jabón. En total, entre 140 y 160 combatientes de ambos bandos murieron en la batalla por el pueblo el día anterior, incluidos 100 rebeldes y 60 combatientes del gobierno. Entre las bajas del gobierno se encontraban el general Hafez Ahmed Al-Abood y el comandante de Hezbollah Haydar Fariz, mientras que al menos uno de los combatientes rebeldes muertos era un niño soldado, ya que los rebeldes estaban enviando más combatientes infantiles al frente debido a un la falta de personal.  El reportero de guerra libanés Ali Yousef Dasho fue asesinado mientras cubría la batalla de Ratyan por parte del gobierno.
Más tarde, el 6 de febrero, el YPG y el Ejército de Revolucionarios capturaron dos aldeas, una colina y el molino de al-Faisal. Una aldea era Al-Alqamiyeh, cerca de la Base Aérea de Menagh, controlada por los rebeldes, mientras que las fuerzas del sur de YPG tomaron la cantera y la colina Talat Al-Firan que dominan Tannurah. La ciudad de Menagh fue alcanzada por los bombarderos rusos después de que, según los informes, la SDF advirtió a los rebeldes que entregaran la ciudad para evitar las huelgas.  La SDF también llegó a la entrada sur de la ciudad de Deir Jamal.
A comienzos del 7 de febrero, las tropas gubernamentales estaban a siete kilómetros de la dominada por los rebeldes Tell Rifaat. Luego avanzaron y capturaron el pueblo de Kiffin, llevándolos a cinco kilómetros de Tell Rifaat, después de lo cual procedieron a atacar a Kafr Naya desde dos flancos diferentes.  Al mismo tiempo, el SDF se apoderó de tres aldeas durante el día, incluyendo Ajar y su colina, Maraanaz y Deir Jamal.  Durante el avance de la SDF sobre Deir Jamal, una unidad local de la Brigada de Halcones de Montaña desertó del Ejército de Revolucionarios y entregó a Deir Jamal a la SDF. La SDF también tomó el control total de la carretera al sur de Deir Jamal, impidiendo que las fuerzas gubernamentales avanzaran en Tell Rifaat a través de esta ruta. El ejército y la SDF habrían establecido un punto de control conjunto cerca de Kiffin para evitar posibles escaramuzas. Durante la noche siguiente continuaron los pesados ataques aéreos rusos contra Menagh. 

### Captura de la base aérea militar de Menagh
Hasta el 8 de febrero, una entrega rebelde de Menagh y su base aérea a las fuerzas kurdas todavía no había tenido lugar debido a una disputa entre dos grupos rebeldes, mientras que al sur de la base, la SDF capturó Kafr Antun.  Mientras tanto, el ejército comenzó un ataque en dirección a Tannurah, al sur de Nubl y Al-Zahraa, lo que llevó a los combates en las colinas que dominan el pueblo.  El ataque fue repelido.  Nimr Shukri, comandante de Alepo de Ahrar ash-Sham, fue asesinado durante el día.
El 9 de febrero, las fuerzas de la SDF (YPG y Jaysh al-Thuwar) capturaron Al-Mashtal, al noroeste de la base aérea de Menagh.  Más al sur, se vio un convoy rebelde que consistía en 100 vehículos con refuerzos y municiones que viajaban desde Idlib hacia Alepo.  Más tarde, la Fuerza Aérea Siria destruyó un convoy rebelde, que incluye más de 20 vehículos, en la autopista Aleppo-Latakia (autopista M-4).
El 10 de febrero, los combates continuaron en el área de Menagh y en la base aérea, pesar de los reclamos de la noche anterior, la base y su aldea fueron capturadas por la SDF. Más choques tuvieron lugar alrededor de Tannurah. Esa noche, el aeropuerto militar de Menagh y el pueblo de Menagh fueron capturados por la SDF, después de que la base fuera alcanzada con al menos 30 ataques aéreos rusos. Mientras tanto, después de una batalla de tres días, las unidades del Ejército, NDF y Hezbollah rompieron las posiciones de los rebeldes alrededor de Kafr Naya y capturaron la aldea.

### SDF empuja hacia el norte, gobierno empuja hacia el sur y bombardeos turcos

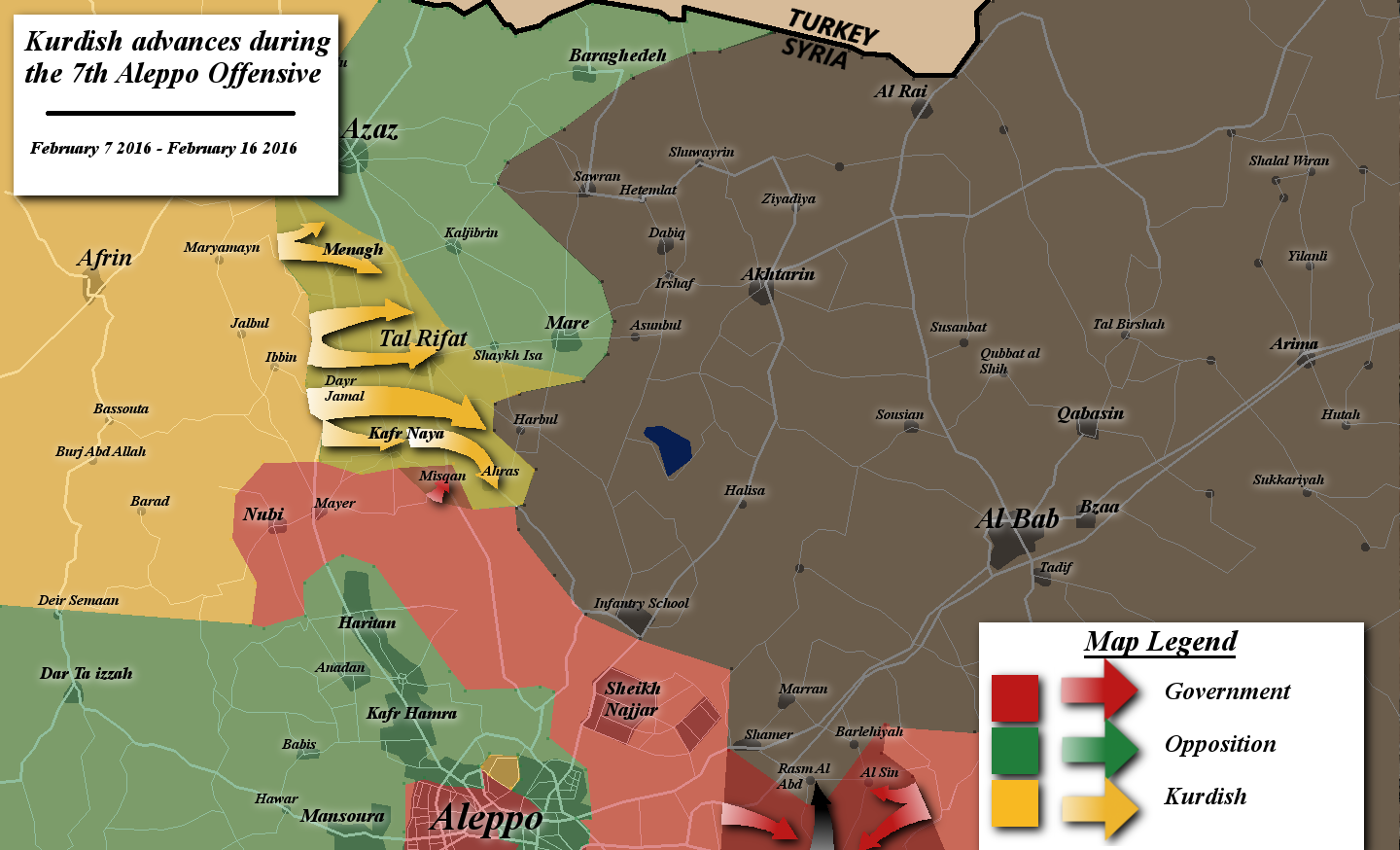
Mapa de los avances kurdos durante la ofensiva.

Más tarde, el 11 de febrero, según varios informes, el SDF llegó a las afueras del oeste de Azaz, con enfrentamientos en el hospital nacional y el puesto de control de Al Shat, a 2 kilómetros de la ciudad. Sin embargo, la SDF negó haber iniciado un asalto a Azaz.  A la mañana siguiente, las tropas gubernamentales tomaron el control de las colinas Duhrat Al-Qur'ah y Duhrat Al-Qundilah, cerca de Tannurah, luego de su segundo asalto en el área durante la semana. Luego se apoderaron de las canteras de Tannourah y por la tarde la parte norte de Tannourah en sí. Este avance hizo que los militares regresaran al monte Simeón por primera vez después de tres años y medio. En otros lugares, el SDF avanzó cerca de Kafr Antoan y supuestamente tomó el puesto de control de Al Shat, cerca de Azaz.
El 13 de febrero, el Ejército aseguró totalmente a Tannourah, avanzando hacia Anadan, mientras que 20–46 ataques aéreos golpearon a Tell Rifaat. Hacia el norte, la artillería turca bombardeó las fuerzas de la SDF en la base aérea Menagh recientemente capturada y en una aldea continuamente durante tres horas, después de que la SDF se ubicara a 500 metros de Azaz. Varios mensajes de Twitter informaron que esto fue en apoyo de un contraataque rebelde, que finalmente fue rechazado. Un funcionario turco afirmó que el bombardeo fue en respuesta al bombardeo de YPG de los puestos militares de la frontera turca mientras que el Primer Ministro de Turquía, Ahmet Davutoglu, exigió que la SDF se retirara de todo el territorio capturado recientemente. La SDF declaró que no se retiraría y, a pesar de los bombardeos turcos, lanzó un ataque doble contra Tell Rifaat.  Capturaron la aldea de Ayn Daqnah, en la carretera entre Tell Rifaat y Azaz, y avanzaron a las afueras del oeste de Tell Rifaat.
El 14 de febrero, los militares turcos bombardearon las fuerzas kurdas por segundo día, mientras que las tropas gubernamentales intentaron avanzar de Tannurah a Anadan. Durante el día, 350 combatientes rebeldes cruzaron a Siria desde Turquía para reforzar Tell Rifaat.  Ingresaron a través del cruce fronterizo militar de Atamah y con la aprobación de las autoridades turcas después de haber cruzado antes a Turquía desde la gobernación de Idlib de Siria. A última hora de la tarde, las fuerzas de la SDF ingresaron a los barrios oeste y norte de Tell Rifaat y llegaron a la estación de tren donde tuvieron lugar los enfrentamientos, después de lo cual tomaron el control de la estación, dejándolos al mando de la mayor parte de la ciudad (70 por ciento) por la mañana. La relativa facilidad con la que la SDF se abrió paso en Tell Rifaat se debió a que no se construyeron líneas de defensa rebeldes en el lado occidental de la ciudad.  La SDF también capturó a Kafr Kashir, después de cortar la carretera entre ella y Azaz, dejando a los de Azaz por temor a un inminente ataque de la SDF en la ciudad.  La SDF también intentó avanzar hacia el área de Kaljibrin, acercándose al territorio controlado por ISIS.
El 15 de febrero, las fuerzas gubernamentales se retiraron de Kafr Naya, entregando el control de la ciudad a la SDF.  La SDF también se apoderó de Kafr Naseh y eliminó por completo a Tell Rifaat, mientras que al sur de la ciudad, las tropas del gobierno capturaron las aldeas de Misqan y Ahras.  En este punto, el SDF estaba a 6 kilómetros del territorio EIIL . El primer ministro turco prometió "No permitiremos que Azaz caiga" y advirtió a la SDF que no se mueva al este de Afrin o al oeste del Éufrates (en territorio del EIIL), ya que los bombardeos turcos continuaron durante un tercer día, incluidos los objetivos de bateo en Tell Rifaat.  El vicepresidente de Estados Unidos, Joe Biden, pidió al primer ministro turco que "redujera" y "cese los ataques de artillería contra los kurdos". La llamada fue recibida con "asombro" por los funcionarios turcos.
El 16 de febrero, se informó que las fuerzas rebeldes acordaron retirarse de Mare ' (en la línea del frente con EIIL), por lo que dejaron a SDF. Sin embargo, los rebeldes rechazaron esto. Además, hubo especulaciones de que el Ejército entregaría a Ahras a la SDF para aliviar las tensiones y evitar posibles choques futuros.  Más tarde ese día, la SDF capturó a Sheikh Isa, cerca de Mare'. Mientras tanto, Turquía continuó los ataques de artillería contra el SDF.

## Consecuencias: SDF avanza en la ciudad de Alepo y en el empuje del noroeste de las SAA

Avances realizados en febrero de 2016.

Durante la noche, entre el 16 y el 17 de febrero, varios informes no confirmados indicaron que la SDF había cortado la Ruta Castello, que era la ruta de suministro final de los rebeldes hacia la parte de la ciudad de Alepo, controlada por los rebeldes.  A la mañana siguiente, se confirmó que la SDF había lanzado un ataque desde el distrito Sheikh Maqsood del norte de la SDF contra posiciones rebeldes: en el distrito Bani Zaid (al oeste), en el distrito Bustan al-Basha (al este) , en el distrito de Ashrafiyah (al sur) y en la carretera Castello (al norte).  Mientras tanto, el Ejército de Revolucionarios de la SDF informó que sus posiciones en Bustan al-Basha fueron atacadas por el ejército sirio por un lado y por el otro por el ejército de Alepo de Ahrar al-Sham. Durante los combates, la SDF impuso el control de fuego en la rotonda de Castillo y tomó el Hospital de Hanaan en Al-Ashrafiyah El asalto de la SDF en Castello Road fue rechazado. Más tarde, durante el día, un grupo de 500 combatientes de al-Nusra, procedentes de Idlib, cruzaron el norte de Alepo desde Turquía a través de Azaz bajo la supervisión de las autoridades turcas. El 18 de febrero, se informó que la SDF había capturado el Área de Vivienda Juvenil en Bani Zaid y la Rotonda de Castello, lo que podría cortar la última ruta de suministro de los rebeldes a la ciudad. Sin embargo, los rebeldes recapturaron el Área de Vivienda Juvenil al día siguiente, o al menos parte de ella.
Entre el 22 y el 23 de febrero, el SDF capturó la Mezquita Saladin en Bani Zaid, y la Escuela Younis al-Saba'wi y Jama 'al-Istaqmat en Al-Ashrafiyah, apoyada por ataques aéreos rusos.  El SDF también avanzó una vez más, en el Área de Vivienda Juvenil.  El 24 de febrero, se informó que las fuerzas de SDF recapturaron completamente el Área de Vivienda Juvenil.
El 26 de febrero, las fuerzas del gobierno sirio lanzaron un nuevo asalto, al noroeste de la ciudad de Alepo, y, según informes, a través del territorio controlado por los kurdos, atacando al shaykh Aqil y Qabtan al-Jabal.  El ejército sirio logró capturar a Shaykh Aqil, pero los rebeldes lo volvieron a capturar unas horas más tarde.  El intento de avance tuvo lugar horas antes de la implementación de un alto el fuego en todo el país. El mismo día, el Ejército entregó a Ahras a la SDF pacíficamente.  A finales de mes, según los informes, estaban en marcha los preparativos para lanzar una nueva ofensiva al oeste de Alepo para cortar la última línea de suministro de los rebeldes a la ciudad.
A principios de marzo, según fuentes gubernamentales y rebeldes, el SDF capturó una colina estratégica con vistas a Castello. El YPG negó esto.

## Apoyo iraní y ruso
Se informó que el general de Irán, Qasem Soleimani , el comandante de la Fuerza Quds, estaba presente en la zona y supervisando las operaciones, mientras que el contingente iraní de las fuerzas aliadas habría desempeñado un papel crucial en las victorias del ejército sirio y sus aliados. Un total de 14–24 asesores de IRGC murieron, incluido el general de brigada Mohsen (محسن قاجاریان), comandante de la 21ª Brigada Acorazada Imam Reza de Neyshabur y veterano de la guerra entre Irán e Irak, que asesoraba a las tropas aliadas durante el asalto cuando él y otros seis iraníes murieron.
El apoyo aéreo ruso proporcionado a las fuerzas terrestres durante su ataque en el norte de Alepo, se dijo que era una de las principales razones de la serie de éxitos contra los rebeldes en la ofensiva.

## Rol de las SDF
La agencia de noticias Fars, afiliada al IRG iraní , informó que las Unidades de Protección del Pueblo (YPG) lideradas por los kurdos estaban ayudando al ejército sirio , mientras la SDF de Efrîn capturó los pueblos de Al-Ziyare y Kharebeh en el distrito de Shirava. Los informes de Fars afirmaban que las fuerzas del gobierno sirio herido estaban siendo enviadas a la región kurda